# Central Peace–Notley
Circonscription électorale provinciale du Canada
Central Peace–Notley est une circonscription électorale provinciale de l'Alberta (Canada), située dans le nord-ouest de la province. Elle comprend les bourgs de Fairview, Spirit River et Falher (un centre franco-albertain). La circonscription prend son nom de Grant Notley, père de Rachel Notley et ancien chef des néo-démocrates.

## Liste des députés
| Années                        | Années          | Député                | Parti politique           |
| Dunvegan                      | Dunvegan        | Dunvegan              | Dunvegan                  |
| ----------------------------- | --------------- | --------------------- | ------------------------- |
|                               | 1959 - 1963     | Joseph Scruggs        | Créditiste                |
|                               | 1963 - 1967     | Ernest Lee            | Créditiste                |
|                               | 1967 - 1971     | Ernest Lee            | Créditiste                |
| Spirit River–Fairview         |                 |                       |                           |
|                               | 1971 - 1975     | Grant Notley          | Néo-démocrate             |
|                               | 1975 - 1979     | Grant Notley          | Néo-démocrate             |
|                               | 1979 - 1982     | Grant Notley          | Néo-démocrate             |
|                               | 1982 - 1984     | Grant Notley          | Néo-démocrate             |
|                               | 1985 - 1986     | Jim Gurnett           | Néo-démocrate             |
| Dunvegan                      |                 |                       |                           |
|                               | 1986 - 1989     | Glenn Clegg           | Progressiste-Conservateur |
|                               | 1989 - 1993     | Glenn Clegg           | Progressiste-Conservateur |
|                               | 1993 - 1997     | Glenn Clegg           | Progressiste-Conservateur |
|                               | 1997 - 2001     | Glenn Clegg           | Progressiste-Conservateur |
|                               | 2001 - 2004     | Hector Goudreau       | Progressiste-Conservateur |
| Dunvegan–Central Peace        |                 |                       |                           |
|                               | 2004 - 2008     | Hector Goudreau       | Progressiste-Conservateur |
|                               | 2008 - 2012     | Hector Goudreau       | Progressiste-Conservateur |
| Dunvegan–Central Peace–Notley |                 |                       |                           |
|                               | 2012 - 2015     | Hector Goudreau       | Progressiste-Conservateur |
|                               | 2015 - 2019     | Margaret McCuaig-Boyd | Néo-démocrate             |
| Central Peace–Notley          |                 |                       |                           |
|                               | 2019 - 2023     | Todd Loewen           | Conservateur uni          |
|                               | 2023 - en cours | Todd Loewen           | Conservateur uni          |